# Heptagrotis phyllophora
Lycophotia phyllophora là một loài bướm đêm trong họ Noctuidae.